# Richard Stein (Bergbeamter)
Richard Daniel Gottfried Stein (* 6. Juni 1834 in Rheydt; † 1917 in Halle (Saale)) war Bergbeamter und Mitglied einer der bedeutendsten Gewerkenfamilien des Kreises Altenkirchen (Westerwald).

## Leben
Als Sohn von Ferdinand Stein wurde er am 10. Dezember 1861 zum Bergreferendar verpflichtet und 1864 zum Bergassessor beim Oberbergamt Bonn befördert. Zwischen 1865 und 1867 war er als Hilfsarbeiter im preußischen Ministerium für Handel, Gewerbe und öffentliche Arbeiten tätig und kehrte dann nach Bonn zurück. 1872 erfolgte seine Ernennung zum Bergmeister und Bergrevierbeamten in Cottbus, im Folgejahr wurde er in gleicher Funktion zum Bergrevier Kirchen versetzt.
1878 wurde er zum Oberbergrat befördert und er erhielt eine Anstellung beim Oberbergamt Halle (Saale), wo er bis zu seiner Pensionierung im Jahre 1896 aktiv tätig war und im mitteldeutschen Montanwesen mehrere Neuerungen einführte. 1893 erfolgte Steins Beförderung zum Geheimen Bergrat.
Die Verdienste Richard Steins sind bislang nur wenig erforscht. Besondere Bedeutung erhielt er insbesondere durch seine umfangreiche Sammlung von Bergbauprägungen, die heute in der Staatlichen Galerie Moritzburg in Halle aufbewahrt wird und 1992 im Rahmen einer Sonderausstellung öffentlich gezeigt wurde.
Richard Stein war verheiratet mit Henriette Kreuz (1848–1919), ihr Sohn Richard Heinrich Stein (1882–1942) wurde Komponist und musste 1933 aus Deutschland fliehen.